# تاريخ الشعب الفلسطيني (كتاب)
تاريخ الشعب الفلسطيني: من العصور القديمة إلى العصر الحديث هو كتاب فارغ من تأليف عساف فول يستخدم صفحات فارغة للإشارة إلى أن الفلسطينيين ليس لديهم تاريخ. نُشر في عام 2017 بغلاف ورقي ورقمي، ومعظم محتوياته عبارة عن صفحات فارغة.
احتل الكتاب مرتبة متقدمة في قائمة الكتب الأكثر مبيعًا على موقع أمازون في فئة «تاريخ إسرائيل وفلسطين»، حيث وصل إلى المركز الثاني  قبل أن يتم سحبه من البيع بواسطة أمازون.
إلى جانب الغلاف الأمامي والغلاف الخلفي وصفحة العنوان، يحتوي الكتاب على اقتباس منسوب إلى شخصية جورج كوستانزا في المسلسل التلفزيوني الأمريكي الشهير ساينفيلد: «فقط تذكر، إنها ليست كذبة إذا كنت تصدقها.»
وباقي صفحاته فارغة. النسخة العبرية المكونة من 120 صفحة أقصر من النسخة الإنجليزية المكونة من 132 صفحة. وقال المؤلف عساف فول إن النسخة الألمانية المخطط لها ستكون أطول بكثير.

## الكتابة والنشر
والمؤلف عساف فول هو كاتب أعمدة في منشورات إسرائيلية، ويعمل كذلك في مجال العلاقات العامة والإعلانات. وهو حاصل على درجة الماجستير في الدراسات اليهودية من جامعة حيفا، كما حاضر في الجامعة كمحاضر خارجي.
وصف مؤلف الكتاب الكتاب بأنه «ثمرة سنوات عديدة من البحث» و «المراجعة الأكثر شمولاً لنحو 3000 عام من التاريخ الفلسطيني، مع التركيز على مساهمة الشعب الفلسطيني الفريدة في العالم والإنسانية». وفي مقابلة مع إذاعة «كول شي» Kol Chai الإسرائيلية، قال فول إن «الشعب الفلسطيني يعتقد أنه شعب، ويجب على أحد أن يقول لهم الحقيقة حتى لو كان ذلك مؤلمًا. انظر ماذا يحدث عندما شعروا بأنهم أناس حقيقيون».

## الاستقبال

### الاستقبال الإيجابي
تم الترويج للكتاب من قبل المجلة الأسبوعية «ذا جيويش بريس»، وحصل الكتاب أيضًا على تقييمات وتصنيفات إيجابية من القراء. وبيع بشكل جيد في فئة الكتب المتعلقة بالشرق الأوسط على موقع أمازون دوت كوم Amazon.com، ووصل بسرعة إلى المرتبة الثانية  في فئة «تاريخ إسرائيل وفلسطين»، والمرتبة التاسعة في «تاريخ الشرق الأوسط». وظهرت مراجعات إيجابية في الصحف والمنشورات الموالية لليهود واليمينين مثل «ذا جيويش بريس»، «جيويش فويس»، «القناة 20 الإسرائيلية» في إسرائيل، «أروتس 7»، «هاموديا»، «كيبا»، «سروغيم»، «ذا جيروزاليم بوست».
كتب آري ليبرمان في «ذا جيويش فويس»  أن هذا هو «أكثر كتاب عن التاريخ الفلسطيني تحتاج إلى قراءته على الإطلاق» وتكلم وفق رأيه عن افتقار الشعب الفلسطيني للتاريخية، قائلاً إن اسم فلسطين نفسه ابتكره هادريان بعد ثورة بار كوخبا.
ونشرت إحدى المراجعات في «ذا جيويش بريس» أن «الكتاب يقدم مراجعة شاملة لـ 3000 عام من التاريخ الفلسطيني»، على الرغم من كونه فارغًا.
وكتب شمعون كوهين من «أروتس 7» «إذا تصفحت صفحات الكتاب ستكتشف أنها فارغة، علامة على عدم وجود التاريخ الفلسطيني في صفحات تاريخ العالم»، متشككًا في عدم تغطية «أعمال القتل وخطف الطائرات والأشخاص ونحو ذلك»، وذلك بحسب تصريح فول أن تلك الأشياء حدثت بعد بداية العصر الحديث ولذلك تم حذفها من الكتاب.
وفي مراجعة للقناة 20 الإسرائيلية «في 120 صفحة في كتابه الجديد، يقوم فول بالتحليل خطوة بخطوة لسجلات التاريخ الفلسطيني من العصر القديم إلى العصر الحديث. وسوف يفاجأ القارئ من اللحظة الأولى ولن يتمكن من ترك الكتاب حتى الوصول إلى نهايته».
وفي كلمة ألقتها نائبة وزير الخارجية تسيبي هوتوفلي أمام أعضاء الكنيست العرب، رفعت التناخ بيد وتاريخ الشعب الفلسطيني بيد أخرى قائلة «أوصي اليونسكو وأعضاء الكنيست العرب بقراءة هذين الكتابين: الكتاب المقدس الذي يحكي قصة الشعب اليهودي، وكتاب عساف فول الجديد الأكثر مبيعًا، تاريخ الشعب الفلسطيني: من العصور القديمة إلى العصر الحديث. إنه سوف يأسرك لأنه فارغ. لأن الفلسطينيين ليس لديهم ملوك وليس لديهم مواقع تراثية». وفي مقابلة لاحقة، قالت حوتوفلي إن الكتاب هو تدريب علاقات عامة رائع وأنه في حين أن هناك بالتأكيد تاريخًا عربيًا وعثمانيًا وإسلاميًا، لم يكن الفلسطينيون أبدًا أمة وأن أساس الرواية الفلسطينية هو إنكار السرد اليهودي، من خلال نشر الأكاذيب ومحاولة إعادة كتابة التاريخ.

### الاستقبال السلبي
ومع ذلك، انتقد مؤيدون للفلسطينيين الكتاب أيضًا باعتباره عنصريًا، حيث طلبت منظمات مثل «لو ليس الآن» IfNotNow من متابعيها الاتصال بأمازون وتقديم الشكاوى. وواجه الكتاب بعض شكاوى العملاء وتقييمات منخفضة على موقع أمازون.
في عمود واسع الانتشار كتب جوناثان كوك أن للكتاب سوابق مشهورة، ففي عام 1969، صرحت غولدا مائير للعالم: «لم يكن هناك ما يسمى بالفلسطينيين» وأنه في عام 1984 ادعى كتاب من زمن بعيد أن الفلسطينيين كانوا مهاجرين حديثًا بدوافع اقتصادية. علاوة على ذلك، كتب كوك «لقد كان الإسرائيليون سعداء للغاية لجعل الفلسطينيين يختفون». ولكن هذا لا يساعد قضية إسرائيل في أوساط اليهود الأمريكيين الشباب الذين يواجهون خيارًا: «هل سيتآمرون، ولو من خلال صمتهم، في محو الفلسطينيين الذي تقوم به إسرائيل باسمهم؟ أم أنهم سيقفون ويقاتلون في الأراضي المحتلة وفي الحرم الجامعي وفي مجتمعاتهم، وفي القريب العاجل في أروقة السلطة في واشنطن؟».
كتب جوشوا شينز في صحيفة "هآرتس" أن الأمم هي نتيجة للحداثة وأنه لا توجد أمة، بما في ذلك اليهود، تعود إلى العصور القديمة. وفقًا لشينز، فإن تشكيل الدولة الفلسطينية حدث على قدم وساق مع تشكيل القومية اليهودية في القرن التاسع عشر، لكن هذا لا يقول إن أيًا منهما «مخترع» وأن الفلسطينيين اليوم، بغض النظر عن أصلهم التاريخي، هم أمة على أي حال. إن محاولة إنكار وجود الطرف المقابل هي طريق يؤدي لصراع لا يمكه حله. وفي مراجعة منفصلة لصحيفة «هآرتس» زُعم أن «حجة المؤلف بأن الفلسطينيين ليسوا شعباً لأن ليس لهم تاريخ، ليست جديدة - إنها دعامة أساسية لليمين الإسرائيلي».
وفي مقال في صحيفة "ذا جيويش جورنال أوف غريتر لوس أنجلس"، قال البروفيسور ستيفن فايتسمان من مركز الدراسات اليهودية المتقدمة إن كتاب فول يستند إلى أن الحجة الموجودة في كتاب شلومو ساند "اختراع الشعب اليهودي" تنطبق على الفلسطينيين بدلاً من اليهود. وأضاف فايتسمان: "ما كان مسيئًا بشأن الكتاب هو أنه فارغ تمامًا، وطريقة المؤلف في القول بأن الفلسطينيين ليسوا شعبًا حقيقيًا وليس لديهم تاريخ حقيقي - وهي حجة قدمها علماء آخرون بطرق أكثر تقليدية".
كتب أحمد دابش في صحيفة الأخبار اللبنانية اليومية أن عساف فول لم يذكر أن الكيان الصهيوني ولد من رحم العدوان على الفلسطينيين واغتصاب أراضيهم، وهاجم سياسة الآثار الصهيونية، وذكر أن للفلسطينيين جذور تعود على الأقل إلى العصر الحجري 4000 قبل الميلاد.
بالمقابل، زُعم على شبكة الأخبار العربية أن للفلسطينيين جذور كنعانية تعود إلى ما لا يقل عن 4500 عام، وأن الكتاب هو رد غير ناجح على قرار فلسطين المحتلة في اليونسكو.
وذكرت مراجعة في صحيفة «المدن» أن إسرائيل فارغة لأن الكتاب فارغ، وأن الكتاب جزء من المنهجية الصهيونية المستمرة في الادعاء بأن فلسطين أرض بلا شعب، وهي نفس المنهجية التي دفعت الصهاينة لسرقة المطبخ الفلسطيني، والادعاء في جميع أنحاء العالم أن الحمص والفلافل اختراعات إسرائيلية.
وقالت مراجعة في اليوم السابع المصري إن الكتاب جزء من الاستفزاز والتلفيق المستمر ضد قضية عروبة الشعب الفلسطيني والأرض الفلسطينية والمقدسات.
وذكر تقرير في قناة الميادين أن نشر الكتاب الفارغ يؤكد ضرورة المقاومة والاحتجاج في يوم القدس.
ذكرت إحدى منشورات جامعة النجاح الوطنية أن الكتاب كتب من وجهة نظر «تفوق» مفترض ويعرض «العقل الباطن الأعمق للمنهجية الإسرائيلية» وأن التعاطف الواعي وغير الواعي الأمريكي تجاه إسرائيل ينبع من الإبادة الجماعية الأمريكية للأمريكيين الأصليين. كما أظهره كتاب منير عكاش «أمريكا والإبادة الجماعية - حق التضحية بالآخر».
وذكرت صحيفة «أوسلوبوديني» Oslobođenje البوسنية، في مقال بمناسبة الذكرى السنوية الفلسطينية الإسرائيلية في عام 2017، أن الكتاب ليس مجرد صدى بعيد لتصريح غولدا مئير «لا يوجد شيء اسمه الفلسطينيين»، ولكن أيضًا هو موقف التيار السياسي الإسرائيلي اليميني، على الرغم من حصول فلسطين على اعتراف الأمم المتحدة.

### آخرون
في مقال في مجلة أوزي عن أمين أرشيف مدينة الناصرة أحمد مروات، قدم كتاب فول كدليل على أهمية العمل الأرشيفي في محاولة لاستعادة الأدلة عن الشعب الفلسطيني في العصر الحديث.

## إزالته من البيع
توقفت أمازون عن بيع الكتاب في يونيو 2017، وأزالته بالكامل من موقعهم، على الرغم من أن الكتاب ظل معروضًا للبيع في مكان آخر. وقالت أمازون في رسالة إلى فول:
أثناء مراجعة ضمان الجودة لكتالوج CSP، وجدنا أن كتابك أدى إلى تجربة مخيبة للعملاء. وقد تتضمن مؤشرات تجربة العملاء السيئة المبالغ المستردة للعملاء وردود الفعل. نتيجة لذلك، تمت إزالة الكتاب من البيع على أمازون.
رداً على ذلك، قال فول إن هناك كتبًا فارغة أخرى معروضة للبيع في أمازون، وذكر كتاب فارغ آخر هو كتاب يباع بشكل جيد هو «الأسباب للتصويت للديمقراطيين»، وأنه لم تكن هناك نية لخداع أي شخص فيما يتعلق بمحتويات الكتاب، وأن بعضًا من ردود الأفعال السيئة من العملاء هي بسبب حملة قام بها نشطاء مناهضون لإسرائيل مثل موقع «مرحبًا بكم في فلسطين».
ووفقًا لمدونة المقاطعة الخاصة بالصحافة اليهودية، فإن إزالة الكتاب تصنف كنفاق سياسي حيث تواصل أمازون بيع بروتوكولات حكماء صهيون، ومواد أخرى تدعو إلى محو إسرائيل، بما في ذلك تلك التي ترقى إلى مستوى الدعوات للإبادة الجماعية.
وقالت مدونة «عصيان قانوني»، وهي مدونة قانونية محافظة، إن حظر بيع الكتاب ليس له ما يبرره، خاصة وأن أمازون تواصل بيع كتب فارغة أخرى، وكذلك كتب مثل كفاحي، وبروتوكولات حكماء صهيون، و «فلسطين الحرة».
وعلى العكس من ذلك، كتب توم سواريز في مدونة موندوايس: «في حين أن ادعاء البروتوكولات صحيح وأنه يمكن للمرء أن يجادل بأن أمازون هي في الواقع» منفعة مشتركة«، ولكن كتاب» تاريخ الشعب الفلسطيني«يهدف صراحة إلى تعزيز نزع الصفة الإنسانية عن شعب بأكمله من أجل تلميع آلة القهر والتطهير العرقي».
وردًا على البيع المستمر لبروتوكولات حكماء صهيون، قال أمازون: «تؤمن أمازون بشدة أن توفير الوصول المفتوح إلى الكلام المكتوب، بغض النظر عن مدى الكراهية أو القبح، هو أحد أهم الأشياء التي نقوم بها. ولأننا نعتقد أن أفضل علاج للكلام المسيء هو المزيد من الكلام، فإننا نوفر أيضًا للقراء القدرة على جعل أصواتهم مسموعة والتعبير عن آرائهم حول هذا الموضوع وجميع عناويننا في المراجعات والتقييمات».
وصل الكتاب إلى المركز السادس عشر في المبيعات على موقع «بارنز أند نوبل» Barnes &amp; Noble،  قبل إزالته من هذا الموقع أيضًا.